# 美江寺町
美江寺町（みえじちょう）は、岐阜県岐阜市の町名。現行行政地名は美江寺町1丁目から2丁目。郵便番号は500-8812（集配局:岐阜中央郵便局）。

## 地理
岐阜市中央部に位置し、東は今小町・端詰町、西は京町、南は明徳町・鷹見町、北は司町・佐久間町に接する。
主に町名の由来となった天台宗美江寺および各種公共施設で構成されている。

## 世帯数と人口
2025年（令和7年）4月1日現在の世帯数と人口は以下の通りである。2丁目の世帯数と人口は秘匿されている。
| 町丁          | 世帯数 | 人口 |
| ------------- | ------ | ---- |
| 美江寺町1丁目 | 7世帯  | 13人 |

## 学区
市立小・中学校に通う場合、学区は以下の通りとなる。
| 地域 | 小学校             | 中学校                 |
| ---- | ------------------ | ---------------------- |
| 全域 | 岐阜市立岐阜小学校 | 岐阜市立岐阜中央中学校 |

## 歴史

### 町名の由来
近郷（現在の瑞穂市）から当地に移転してきた美江寺の所在地であることによる。

### 沿革
- 1909年（明治42年）6月8日 - 今泉（字美江寺町・八幡北）の一部より、美江寺町が成立[6]。

## 施設
- 美江寺（美江寺観音）
- ぎふしんフォーラム（岐阜市民会館）
- 岐阜地方裁判所
- 岐阜家庭裁判所
- 岐阜簡易裁判所
- 岐阜法務合同庁舎
  - 岐阜地方検察庁
  - 岐阜区検察庁
  - 郡上区検察庁
- 岐阜市消防本部
- 岐阜中警察署
- 岐阜商工信用組合本店
- 中部電力パワーグリッド岐阜支社

## 交通
- 岐阜県道151号岐阜羽島線
- 岐阜県道152号岐阜各務原線